# ×Danthosieglingia breviaristata
×Danthosieglingia breviaristata là một loài thực vật có hoa trong họ Hòa thảo. Loài này được (Beck) Domin miêu tả khoa học đầu tiên năm 1935.